# Диплатинатулий
Диплатинатулий — интерметаллид платины и тулия состава TmPt2.
Кристаллизуется в кубической сингонии, пространственная группа F d3m, параметры ячейки a = 0,7556 нм, Z = 8, структура типа димедьмагния Cu2Mg.
Соединение образуется по перитектической реакции при температуре ≈1730 °C.